# Axelle Carolyn

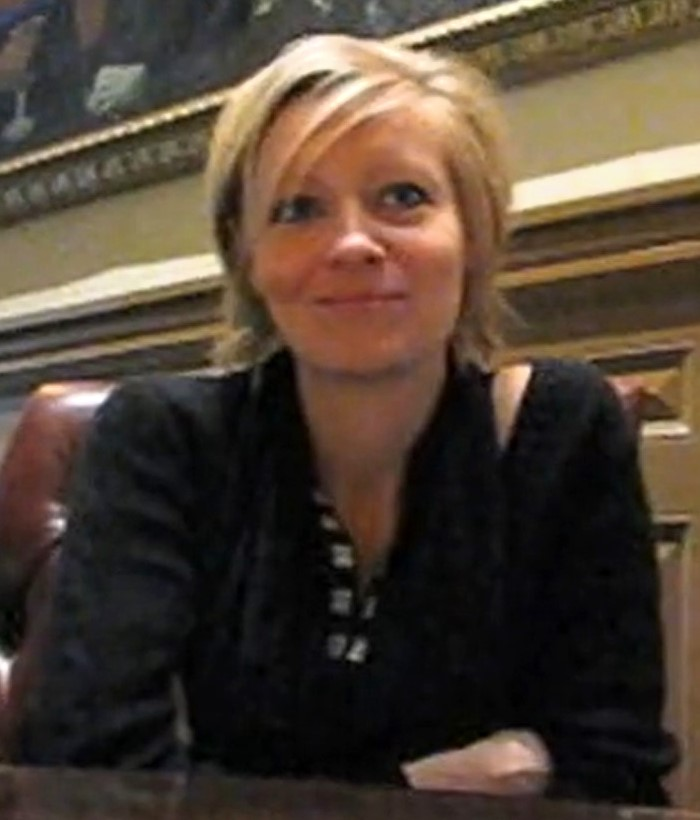
Axelle Carolyn, 2010

Axelle Carolyn (* 3. April 1979 in Brüssel) ist eine belgische Schauspielerin, Filmregisseurin, Filmproduzentin, Drehbuchautorin, Visagistin und Autorin.

## Leben
Axelle Carolyn begann ihre Karriere zunächst als freie Filmjournalistin und arbeitete für Online-Magazine mit Spezialisierung auf Horror und Fantastisches. Als Schauspielerin gab sie ihr Debüt 2005 in dem spanischen Horrorfilm Beneath Still Waters.

Ihre erste größere Rolle übernahm Carolyn 2008 im britischen Film Doomsday – Tag der Rache, bei dem sie auch dem Designer assistierte, der für die Make-up-Effekte zuständig war. 2009 und 2010 war sie in mehreren Filmen zu sehen, darunter Red Light, Psychosis, Feral und hatte einen Cameo-Auftritt in The Descent 2 – Die Jagd geht weiter, der jedoch in der fertigen Fassung nicht zu sehen ist. Es folgte eine Rolle in A Reckoning und  Centurion neben Olga Kurylenko und Michael Fassbender.
2009 veröffentlichte sie das Kompendium It Lives Again! Horror Movies in the New Millennium über das Horrorkino der ersten 2000er Jahre, versehen mit einem Vorwort von Neil Marshall und einer Einführung von Mick Garris.
2011 drehte Carolyn unter dem Titel The Last Post ihren ersten Kurzfilm. Es folgten Hooked, The Halloween Kid und The Tomb Raider.
Seit 2007 ist Carolyn mit dem britischen Filmregisseur Neil Marshall verheiratet. Das Paar lebt in London.

## Filmografie (Auswahl)
- 2005: Beneath Still Waters
- 2008: Doomsday – Tag der Rache (Doomsday)
- 2009: The Descent 2 – Die Jagd geht weiter (The Descent Part 2)
- 2010: Centurion
- 2021: The Manor (Regie und Drehbuch)
- 2023: Mayfair Witches (Fernsehserie)